# Beach volley ai Giochi europei
Il beach volley è inserito nel programma dei Giochi europei nell'edizione inaugurale che si è svolta nel 2015.

## Edizioni
| Giochi | Anno | Sede | Gare |
| ------ | ---- | ---- | ---- |
| I      | 2015 | Baku | 2    |

## Medagliere complessivo
Aggiornato alla seconda edizione
| Pos.   | Paese     | Oro | Argento | Bronzo | Totale |
| ------ | --------- | --- | ------- | ------ | ------ |
| 1      | Lettonia  | 1   | 0       | 0      | 1      |
| 1      | Svizzera  | 1   | 0       | 0      | 1      |
| 3      | Russia    | 0   | 1       | 0      | 1      |
| 3      | Austria   | 0   | 1       | 0      | 1      |
| 5      | Rep. Ceca | 0   | 0       | 1      | 1      |
| 5      | Lituania  | 0   | 0       | 1      | 1      |
| Totale | Totale    | 2   | 2       | 2      | 6      |